# Рожновиці (Великопольське воєводство)
Рожновиці (пол. Rożnowice) — село в Польщі, у гміні Роґозьно Оборницького повіту Великопольського воєводства.